# La Soledat (Palma)

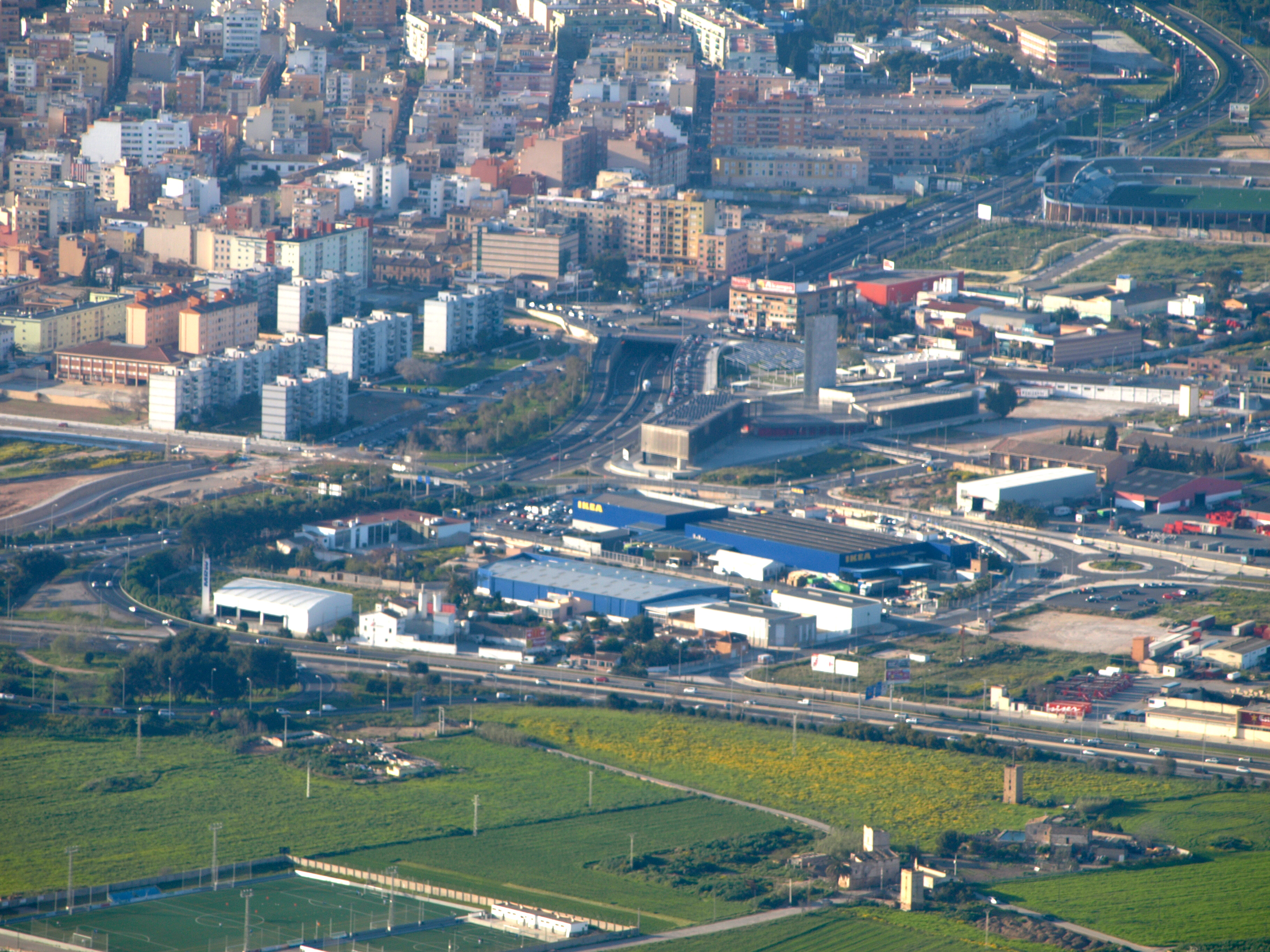
vista aèria de la Soledat

La Soledat (també anomenat s'Hort des Ca, pel nom que rebia abans que l'urbanitzassin) o la Soledat de Foraporta és una barriada de la ciutat de Mallorca situada al districte de Llevant, entre el Polígon de Llevant i Son Gotleu, prop de la carretera de Palma a Manacor. Pel barri passen els torrents de na Bàrbara i Gros.

## Història
La barriada està enclavada sobre una de les parts perimetrals de la zona d'aiguamolls i prats que formava l'antic Prat de Catí (Prat de Sant Jordi). L'existència d'aigua dolça a nivell de superfície va afavorir, sobretot a partir de la dessecació dels aiguamolls, la constitució d'una agricultura de regadiu. Però l'origen del nucli de població es remunta al segle xvi, quan s'hi establiren els frares mínims, prop de Can Blau, en el punt de confluència dels camins de Manacor i de Sineu. Els mínims s'hi establiren el 1582 i dedicaren l'església a la Mare de Déu de la Soledat. Però l'establiment dels mínims en aquell convent va ser dificultós, ja que la zona seguia sent poc salubre. L'abandonaren l'any 1586 i, després de retornar-hi el 1596, l'abandonaren definitivament el 1665. El mapa del cardenal Despuig (1784) hi indica l'existència d'un petit nucli de població.

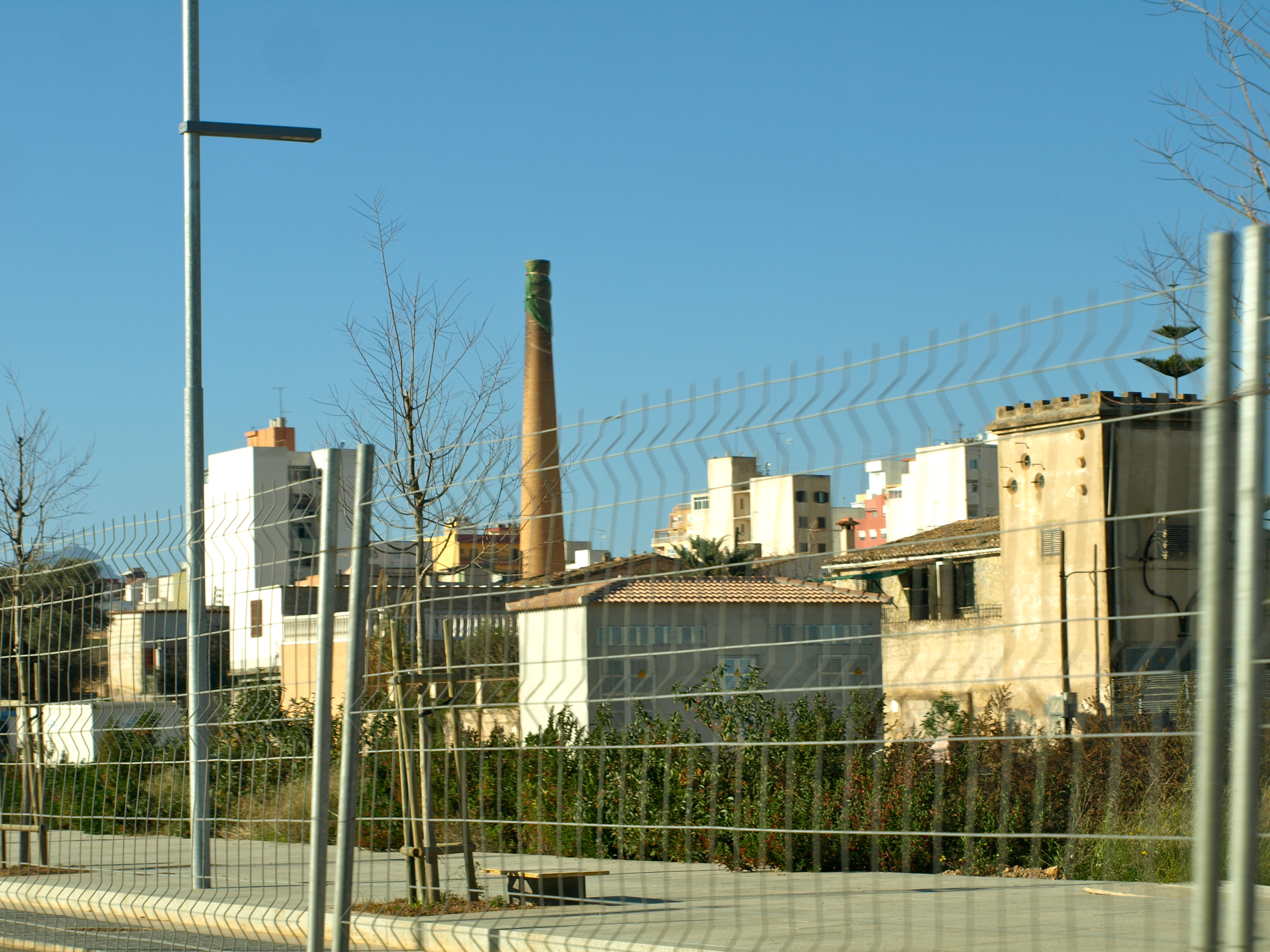
Xemeneia de Ca'n Ribes

El 1851 es va parcel·lar s'Hort des Ca i s'hi va instal·lar la fàbrica de teixits de Can Ribes. Amb noves parcel·lacions i altres radicacions d'empreses industrials la Soledat es convertí en una barriada obrera a la fi del segle xix. A principis del segle XX (1905) hi havia 264 cases i 1240 persones. Entre 1920 i 1930 el barri cresqué molt. Hi contribuí el fet que Can Ribes, durant la Primera Guerra Mundial, funcionà a ple rendiment. El decenni de 1920 la Caixa d'Estalvis hi edificà 35 habitatges per a obrers. Els germans Joaquim i Francesc Janer crearen la fàbrica Maquinària Agrícola Janer. El 1922 s'inaugurà la línia de tramvia Palma-La Soledat que funcionà fins al 1959 i el 1933, essent batle Emili Darder, es col·locà la primera pedra de l'Escola Pública.
Acabada la Guerra Civil s'instal·laren noves fàbriques, com la Foneria Mallorquina o la de Sabates Salom. Però a partir dels anys seixanta el creixement econòmic dugué a una pressió urbanística per construir-hi habitatges per la població que arribava de la península. Aquest fet canvià la fisonomia del barri, substituint les cases planta baixa pels grans blocs de pisos, amb un gran dèficit d'infraestructures.
Actualment el barri està dividit en dos unitats administratives: la Soledat nord (8.471 habitants (2018)), al Nord de la carretera de Manacor i la Soledat sud (2.410 habitants (2018)), al sud de la carretera.

## Associacionisme
Tot d'una que es formà el barri, a la fi del segle xix, s'hi constituí una societat republicana (1899), un casino i qualque taverna per a la gent obrera que hi vivia. L'any 1921 s'hi constituí un grup socialista.

## L'església

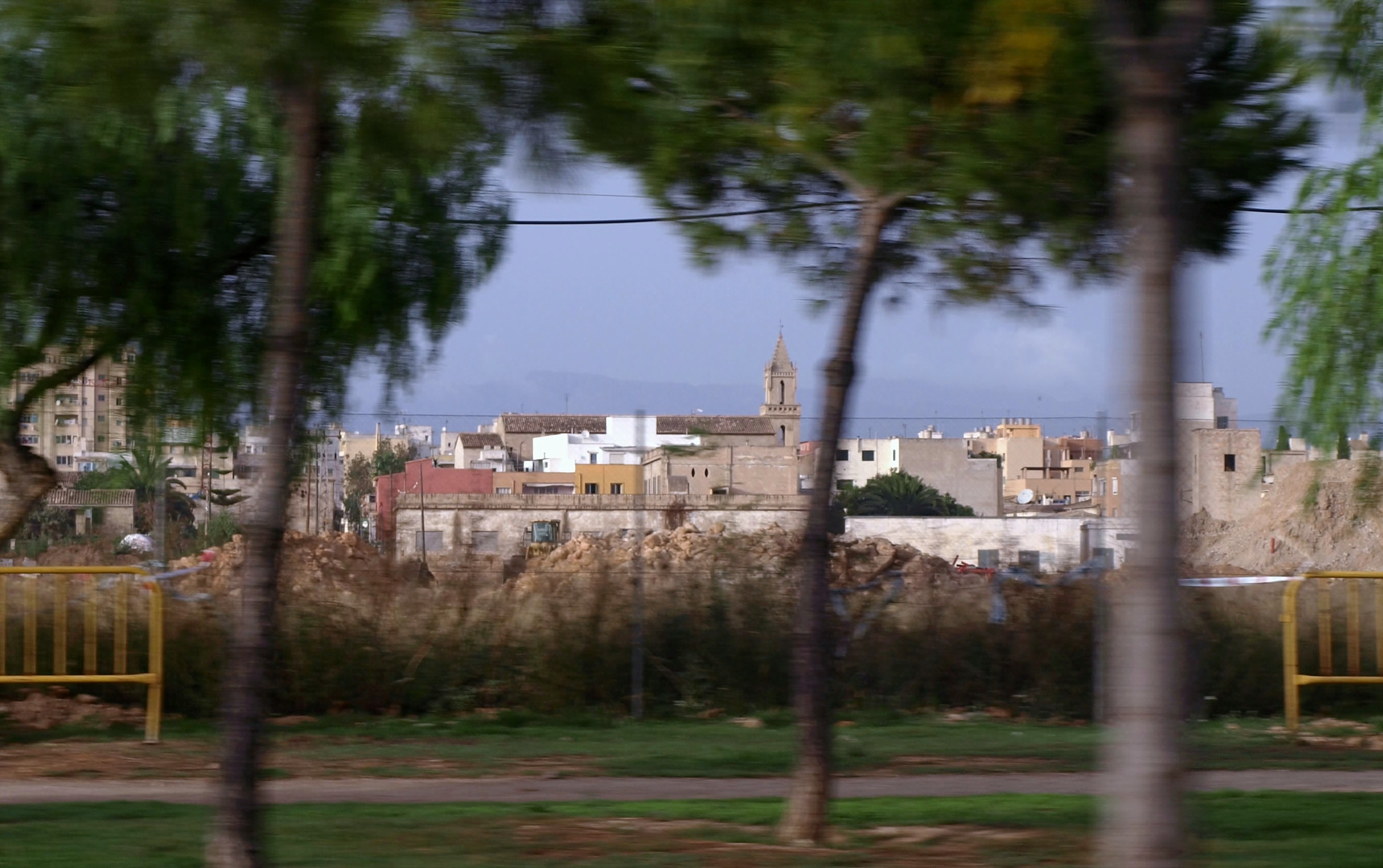
església de la Soletat

El 1884 s'inicià la construcció del nou temple de Nostra Senyora de la Soledat. El projecte era de Pere d'Alcàntara Penya, de tendència neogòtica. El 1894 fou declarada vicaria in capite. El 1913 va ser erigit en parròquia. També s'instal·laren al barri les monges de la Caritat, que es va dedicar a l'educació dels infants i al servei de la parròquia. El 1953 se'n segregà l'església de Sant Josep Obrer.

## Serveis
Des de 1960 hi ha el Centre Social Parroquial. El 1899 les monges de la Caritat adquiriren un solar per ubicar-hi una escola de nines i un parvulari. El 1972 aquesta escola i la parroquial donaren lloc al Col·legi de Sant Vicenç de Paül. L'escola pública es bastí el 1933.

## Cultura i esports
El 1970 es fundà la coral Brotet de Romaní. El 1989 es fundà l'agrupació Art i Ball Mallorquí. El 1988 la parròquia creà el club d'esplai de la Soledat. S'hi edita la revista La Soledat.
La barriada celebra les festes per la Mare de Déu de la Soledat durant el mes de setembre.
Entre el 1928 i 1929 es creà el Club Esportiu Soledat. Des de 1960 hi té la seu el Club Esportiu Atlètic Balears, tot i que actualment aquest equip jugui a Son Malferit. El 1969 es creà el club petanca Soledat. El 1957 s'inaugurà la pista de patinatge de la plaça de Sant Francesc Xavier. En els anys 1950 aparegué el Club Patí Soledat, que s'escindí donant lloc al club Les Estrelles. Els patinadors d'ambdues entitats aconseguiren repetides vegades el campionat d'Espanya.

## Personatges
Són nascuts a la Soledat el poeta Rafel Jaume Mulet; el polític Francesc Obrador; l'àrbitre de futbol Antoni Borràs del Barrio; els futbolistes Guillem Pont Serra, Bartomeu Salas Ribot i Miquel Sans Rigo; el submarinista Josep Amengual i els motociclistes Cristòfol i Antoni Salom.